# Гол у Спаські ворота
«Гол у Спаські ворота» — радянський художній фільм 1990 року, знятий на кіностудії «Мосфільм».

## Сюжет
Олімпійські ігри 1952 року. Футбольний матч між збірною СРСР і СФРЮ привертає пильну увагу посварених на той час політичних вождів цих країн… Варто було збірній з футболу програти цей матч, як у популярної в післявоєнні роки команди ЦСКА — «команди лейтенантів» — почалися неприємності. Намагалися знайти «шкідників», покласти провину за поразку на них. За наказом зверху команду ЦСКА розформували, учасників позбавили звань. У фільмі кадри кінохроніки доповнені історією кохання вигаданих персонажів — форварда радянської збірної та висхідної зірки оперети.

## У ролях
- Анатолій Котенєв — Всеволод Лосєв, провідний футболіст збірної
- Олександра Яковлєва — Людмила, актриса, наречена Лосєва
- Людмила Степченкова — Олена, сестра Людмили
- Борис Ципурія — Георгій, член радянської делегації
- Юрій Кузнецов — Пахомов, член радянської делегації, чекіст
- Юрій Лазарев — Борис Андрійович Валентинов, тренер збірної СРСР
- Ірина Аверіна — Таня, дружина Петоровича
- Віктор Проскурін — Микола Миколайович Романов, голова Спорткомітету
- Борис Токарєв — Олександр Шелепін, комсомольський працівник
- Борислав Брондуков — Михайло Михайлович, співробітник Комітету у справах фізичної культури і спорту при Раді Міністрів
- Георгій Саакян — епізод
- Всеволод Абдулов — епізод
- Олександр Калугін — футболіст
- Юрій Морозов — епізод
- Олександр Глазун — епізод
- Андрій Андрєєв — член радянської делегації
- Леонід Євтіф'єв — Іванович, югославський полковник
- Борис Бачурін — Олексій, капітан команди
- Георгій Бурджанадзе — Петорович, югославський офіцер
- Віктор Єльцов — полковник, батько Тані
- Леван Мсхіладзе — Чкуаселі, молодий футболіст
- Анатолій Винокуров — епізод
- Тетяна Божок — Наталка, працівниця Спорткомітету
- Юрій Калганов — епізод
- С. Ватагін — епізод
- А. Боєв — епізод
- С. Тімонін — епізод
- М. Кошеваров — епізод
- А. Романов — епізод
- Ф. Сабірзянов — епізод
- Володимир Пивоваров — епізод
- Г. Ємельянов — епізод
- І. Гусаров — епізод
- А. Колупаєв — епізод
- Ю. Хромов — епізод
- Н. Кривов — епізод
- Є. Фомін — епізод
- Ігор Класс — генерал
- І. Колупаєв — епізод
- Ігор Шпілєв — епізод
- Віктор Лазарев — службовець театру
- В. Сухонос — епізод
- К. Єнакієв — епізод
- Сергій Гололобов — епізод
- Олексій Паламарчук — епізод
- Наталія Старих — епізод
- Олександр Андрієнко — епізод
- Валентина Березуцька — сусідка Людмили
- Данило Нетребін — Микола Васильович, працівник Спорткомітету
- Віктор Махмутов — епізод

## Знімальна група
- Режисер — Павло Любимов
- Сценарист — Станіслав Токарєв
- Оператор — Анатолій Кузнецов
- Композитор — Юрій Саульський
- Художник — Петро Пашкевич
- Продюсер — Олександр Литвинов